# کوژنو
کوژنو (به لهستانی:  Kożyno) یک روستا در لهستان است که در گمینا بیلسک پودلاسکی واقع شده‌است.